# Last Time I Saw You
Last Time I Saw You è un singolo della rapper trinidadiana Nicki Minaj, pubblicato il 1º settembre 2023 come secondo estratto dal suo quinto album in studio Pink Friday 2.

## Antefatti
Il 29 giugno 2023 Nicki Minaj ha annunciato il sequel del suo album di debutto in studio Pink Friday ed ha iniziato a divulgare notizie circa l'uscita del nuovo progetto musicale nelle settimane successive. Il 14 agosto la rapper ha condiviso un'anteprima del brano durante una diretta sul proprio profilo Instagram. Lo spezzone è stato descritto come «emotivamente carico» con testi «su una persona cara del passato». Quando le fu chiesto quale fosse il titolo della canzone, Minaj ha risposto che la traccia si sarebbe intitolata Last Time That I Saw You, titolo successivamente modificato nell'attuale Last Time I Saw You.
Il singolo è stato prodotto da Hendrix Smoke, ATL Jacob, TooDope!, Bak e Frankie Bash, mentre la scrittura è stata interamente curata dalla Minaj.

## Accoglienza
Trent Fitzgerald di XXL ha scritto che la canzone è «pesantemente più pop rispetto ai suoi singoli precedenti». Alex Gonzalez di Uproxx ha inoltre sottolineato che la rapper «fa leva sulla sua voce, offrendo una hit influenzata dal pop e dall'R&B con un messaggio dolorosamente sentito». Nella sua recensione per Consequence, Jo Vito ha descritto la canzone come «sognante» e «malinconica», catturando «una sensazione di perdita, ma offre anche un messaggio di speranza». La scrittrice ha anche scritto che «la voce della Minaj porta avanti le melodie e colpisce davvero l'atmosfera riflessiva, con la perfetta quantità di effetti di ritardo eterei».
Tom Breihan di Stereogum ha scritto che la produzione suona «lussureggiante e stratificata» e che «è una canzone pop con un sacco di canto», in cui Minaj «non entra mai troppo nello specifico, e a malapena fa un rap», parlando del "rimpianto di aver perso i contatti con qualcuno". Kyann-Sian Williams di NME ha definito la canzone «emotiva». Raphael Helfand di The Fader ha scritto che Minaj «espande il sentimento in un flusso familiare, leggermente seussiano», mostrando il suo «spettro emotivo».

## Traccia
Testi di Nicki Minaj, musiche di Hendrix Smoke, ATL Jacob, TooDope!, Bak e Frankie Bash, Alex Bak.
1. Last Time I Saw You – 3:36

1. Last Time I Saw You (Speed Up) – 3:00

## Classifiche
| Classifica (2023) | Posizione massima |
| ----------------- | ----------------- |
| Canada            | 48                |
| Irlanda           | 67                |
| Regno Unito       | 46                |
| Stati Uniti       | 23                |